# Ritratto di Tommaso Moro
Il Ritratto di Tommaso Moro e un dipinto olio su tavola (42x36 cm) della scuola di Hans Holbein il Giovane, databile al 1540 circa e conservato nella Galleria degli Uffizi a Firenze.

## Storia e descrizione
L'identificazione del soggetto si basa esclusivamente sulla tradizione, ed appare anzi piuttosto improbabile, confrontando le fattezze del più noto ritratto di Sir Thomas More (Tommaso Moro) di Holbein il Giovane, custodito nella Frick Collection a New York.
Rappresenta un uomo sulla trentina, ritratto fino al busto, girato di tre quarti verso destra. L'abbigliamento molto curato lo certifica come un nobiluomo dell'epoca, con la giubba nera, chiusa da nastri bianchi con nappe alle estremità, e una camicia col colletto merlato che sporge dal collo attillato, oltre a una berretta nera floscia in testa.
L'attribuzione alla scuola o alla bottega di Holbein è pressoché unanime.